# Wiktorija Walukiewicz
Wiktorija Walukiewicz, dawniej Gurowa (ros. Виктория Валюкевич (Гурова); ur. 22 maja 1982) – rosyjska lekkoatletka, specjalizująca się w trójskoku. 
Jej mężem jest reprezentujący Słowację trójskoczek – Dmitrij Vaľukevič.

## Osiągnięcia
- brązowy medal mistrzostw Europy juniorów (Grosseto 2001)
- złoto młodzieżowych mistrzostw Europy (Bydgoszcz 2003)
- srebrny medal Uniwersjady (Daegu 2003)
- złoto halowych mistrzostw Europy (Madryt 2005)
- reprezentantka kraju w zawodach pucharu Europy
- złota medalistka mistrzostw Rosji

Gurowa trzykrotnie reprezentowała Rosję na  igrzyskach olimpijskich. W olimpijskim debiucie w 2004 na igrzyskach w Atenach odpadła w eliminacjach (sklasyfikowano ją ostatecznie na 21. pozycji). 4 lata później w Pekinie zajęła 7. miejsce. W 2012, podczas igrzysk w Londynie uplasowała się na 8. pozycji.

## Rekordy życiowe
- trójskok – 14,85 (2008)
- trójskok (hala) – 14,74 (2005)
- skok w dal – 6,72 (2007)